# Rusanivskyj metromost
Rusanivský Metromost (ukrajinsky Русанівський метроміст) je silniční most a zároveň metromost, který se nachází na řece Dněpr v centru Kyjeva. Most spojuje východní břeh Kyjeva s ostrovem Hidropark.
Na pravé straně mostu se nachází trať metra Svjatošynsko-Brovarské linky a na levé straně mostu vede čtyřproudový Brovarský prospekt, který je součástí dálnice M01. Šířka mostu je 28 metrů a délka 349,2 metrů.

## Historie
Most byl otevřen 5. listopadu 1965 společně s Metromostem jako prodloužení Svjatošynsko-Brovarské linky. Most byl postaven nedaleko již zříceného Rusanivského mostu.
V dubnu 2007 plánovací rada Kyjevské hlavní architektury zvažovala projekt rekonstrukce mostu i s jeho krytím.